# Ganz oben: Hits MCMXCI – MCMXCVII
Ganz oben: Hits MCMXCI – MCMXCVII (Ganz oben: Hits 1991 – 1997) ist ein Best-of-Album der deutschen Musikgruppe Die Prinzen. Es erschien am 10. November 1997 über das Label Hansa Records.

## Inhalt
Die auf dem Album enthaltenen Lieder stammen überwiegend von den fünf vorher veröffentlichten Studioalben der Prinzen Das Leben ist grausam (vier Songs), Küssen verboten (vier Tracks), Alles nur geklaut (drei Stücke), Schweine (ein Titel) und Alles mit’m Mund (zwei Lieder). Der Song In der Nacht ist der Mensch nicht gern alleine erschien als B-Seite auf der Single Vergammelte Speisen, während Sandmännchen und Schlottersteinhymne auf verschiedenen Samplern enthalten waren. Zudem sind die zuvor unveröffentlichten Stücke Ganz oben, Der letzte Schrei sowie Junimond auf dem Tonträger enthalten.

## Produktion
An der Produktion der für die Kompilation ausgewählten Lieder waren verschiedene Produzenten beteiligt. So wurden zwölf der zwanzig Songs von der Musikproduzentin Annette Humpe produziert. Fünf Produktionen stammen von den Prinzen bzw. deren Mitglied Wolfgang Lenk. Außerdem waren Graham Laybourne, Achim Hagemann und Stefan Raab an der Produktion einzelner Stücke beteiligt.

## Covergestaltung
Das Albumcover zeigt eine grau-weiße Frosch-Skulptur, die eine Krone trägt. Der Hintergrund ist in dunkelblauen Farbtönen gehalten. Im oberen Teil des Bildes stehen die Schriftzüge die Prinzen in Weiß sowie Ganz Oben in Orange, während sich der orange Schriftzug Hits MCMXCI – MCMXCVII am unteren Bildrand befindet.

## Titelliste
| #  | Titel                                          | Produzent                                      | Länge | Original-Album                         |
| -- | ---------------------------------------------- | ---------------------------------------------- | ----- | -------------------------------------- |
| 1  | Ganz oben                                      | Die Prinzen                                    | 4:01  | zuvor unveröffentlicht                 |
| 2  | Gabi und Klaus                                 | Annette Humpe                                  | 3:23  | Das Leben ist grausam                  |
| 3  | Millionär                                      | Annette Humpe                                  | 2:36  | Das Leben ist grausam                  |
| 4  | Mann im Mond                                   | Annette Humpe                                  | 3:17  | Das Leben ist grausam                  |
| 5  | Mein Fahrrad                                   | Annette Humpe                                  | 2:25  | Das Leben ist grausam                  |
| 6  | Küssen verboten                                | Annette Humpe                                  | 2:32  | Küssen verboten                        |
| 7  | Bombe                                          | Annette Humpe                                  | 3:31  | Küssen verboten                        |
| 8  | In der Nacht ist der Mensch nicht gern alleine | Die Prinzen                                    | 2:53  | B-Seite der Single Vergammelte Speisen |
| 9  | Vergammelte Speisen                            | Annette Humpe                                  | 2:56  | Küssen verboten                        |
| 10 | Sandmännchen                                   | Graham Laybourne, Wolfgang Lenk                | 3:13  | Hut ab! Hommage an Udo Lindenberg      |
| 11 | Alles nur geklaut                              | Annette Humpe                                  | 3:11  | Alles nur geklaut                      |
| 12 | Schlottersteinhymne                            | Achim Hagemann, Wolfgang Lenk                  | 2:14  | Die CD mit der Maus                    |
| 13 | Überall                                        | Annette Humpe                                  | 3:27  | Alles nur geklaut                      |
| 14 | Abgehau’n (Live)                               | Annette Humpe, Graham Laybourne, Wolfgang Lenk | 3:27  | Küssen verboten                        |
| 15 | Was soll ich ihr schenken?                     | Annette Humpe                                  | 2:44  | Alles nur geklaut                      |
| 16 | (Du musst ein) Schwein sein                    | Annette Humpe                                  | 3:19  | Schweine                               |
| 17 | Alles mit’m Mund                               | Stefan Raab                                    | 3:02  | Alles mit’m Mund                       |
| 18 | Audi Victoria                                  | Wolfgang Lenk                                  | 1:29  | Alles mit’m Mund                       |
| 19 | Der letzte Schrei                              | Die Prinzen                                    | 3:10  | zuvor unveröffentlicht                 |
| 20 | Junimond                                       | Wolfgang Lenk                                  | 2:58  | zuvor unveröffentlicht                 |

## Chartplatzierungen und Singles
Das Album stieg am 24. November 1997 auf Platz 34 in die deutschen Charts ein und erreichte zwei Wochen später mit Rang 23 die Höchstposition. Insgesamt konnte sich der Tonträger elf Wochen in den Top 100 halten. In Österreich und der Schweiz erreichte das Album die Charts nicht.
Als Singles wurden vorab der Titelsong Ganz oben, auf dem auch der Thomanerchor Leipzig vertreten ist und das Stück Junimond (ein Coversong von Rio Reiser) ausgekoppelt. Ganz oben stieg auf Platz 82 in die deutschen Charts ein und hielt sich sechs Wochen in den Top 100.